# Ривьер, Анри (военный)
Анри Ривьер (фр. Henri Laurent Rivière; 12 июля 1827, Париж — 19 мая 1883, Ханой) — французский военно-морской офицер и писатель, участник Тонкинской кампании во время Франко-китайской войны.

## Биография

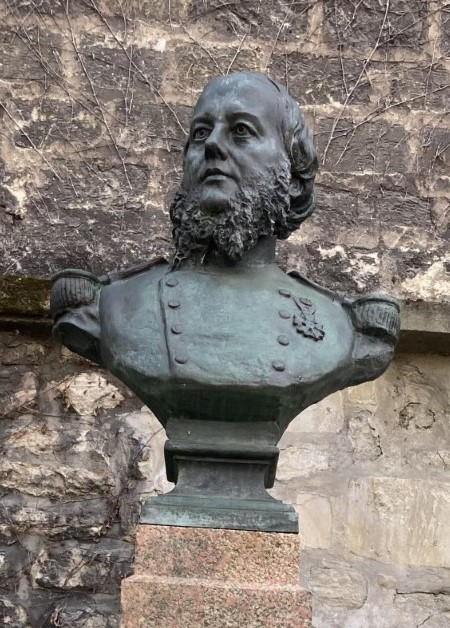
Бюст командира Ривьера на его могиле.

В октябре 1842 года поступил в военно-морскую академию, в 1856 году получил звание лейтенанта флота, в 1870 году — фрегат-капитана.
Нести службу начал в 1845 году на борту военного корабля Brillante в Тихом океане. Впоследствии, служа на разных кораблях, принимал участие во множестве конфликтов: Крымской войне, Итальянской кампании (1859), французской интервенции в Мексику, Франко-прусской войне.
С 1876 года вновь нёс службу на Тихом океане на борту корабля La Vire. В июне 1878 года руководил подавлением во французской колонии Новая Каледония восстания канаков, коренного населения острова, которое было окончательно подавлено к началу 1879 года.
Участвовал в Тонкинской кампании Франко-китайской войны; 25 апреля 1882 года французские войска под его командованием взяли Ханой, 27 марта 1883 года — Намдинь. Погиб в мае того же года во время осады Ханоя бойцами Армии Чёрного флага. Его тело было впоследствии переправлено в Париж для погребения во французской столице.
В честь Ривьера названы каналы в нескольких французских городах.

## Литературное творчество
Ривьер был известен не только как военный деятель, но и как историк и писатель; в литературе дебютировал в 1860 году. Ему принадлежат ряд романов, поэм и пьес, в том числе трагедий и комедий. На протяжении своей жизни он также сотрудничал с изданиями La Liberté и La Revue des Deux Mondes, для которых писал статьи.
Наиболее известные произведения:
- повести с элементами фантастики «Простофиля» и «Кейн»,
- романы «Порезанная рука», «Ошибки сердца», «Касик», «Роман для девушек», «Жизненная битва».

Также издал:
- книга очерков «Воспоминания о Новой Каледонии» (1880);
- два научных труда об истории французского флота:
  - «Французский флот во времена Людовика XV» (1859),
  - «Французский флот в Мексике» (1881).